# X (album Iry)
X – dziesiąty album studyjny grupy Ira wydany w roku 2013.

## Twórcy
Ira
- Artur Gadowski – wokal prowadzący, wokal wspierający
- Wojciech Owczarek – perkusja
- Piotr Sujka – gitara basowa, wokal wspierający
- Piotr Konca – gitara, wokal wspierający
- Marcin Bracichowicz – gitara

Muzycy sesyjni
- Marcin Trojanowicz – instrumenty klawiszowe, instrumenty programowe
- Patrycja Markowska – wokal prowadzący
- Zuzanna Gadowska – wokal prowadzący
- Radosław Owczarz – perkusja
- Adrian Szczotka – gitara basowa
- Rafał Sędek – gitara
- Sebastian Piekarek – gitara, wokal wspierający
- Mikołaj Płucisz – gitara
- Bartosz Sujka – instrumenty perkusyjne

Produkcja
- Nagrywany w: MSG Studio w Łodzi, Studiobass w Radomiu oraz w Studio Buffo 17 w Warszawie
- Produkcja: Marcin Trojanowicz, Sebastian Piekarek
- Mastering: Marcin Limek i Grzegorz Piwkowski
- Wytwórnia: MyMusic Group
- Patronat mediowy: Eska Rock

## Lista utworów

### CD 1
1. „Taki sam” (Ira, M. Limek – A. Gadowski, W. Byrski)
2. „To moje życie” (S. Piekarek, P. Konca – W. Byrski)
3. „Gniew” (S. Piekarek, P. Konca – A. Gadowski, W. Byrski)
4. „Styks” (S. Piekarek, P. Konca – A. Gadowski, W. Byrski)
5. „W górę” (S. Piekarek, M. Trojanowicz)
6. „Za siebie” (S. Piekarek, P. Konca – A. Gadowski)
7. „Uciekaj” (S. Piekarek, P. Konca – A. Gadowski)
8. „Szczęśliwa” (S. Piekarek, P. Konca – A. Gadowski, W. Byrski)
9. „Pretty baby” (S. Piekarek, P. Konca – A. Gadowski)
10. „Pod wiatr” (P. Sujka, M. Trojanowicz, S. Piekarek – A. Gadowski)
11. „Kosmiczny” (S. Piekarek, P. Konca – A. Gadowski, W. Byrski)

### CD 2
1. „Never turn back time” (Ira, M. Limek – A. Gadowski, W. Bryski (przekład: F. Borowicz))
2. „Styx” (P. Konca, S. Piekarek – A. Gadowski, W. Byrski (przekład: F. Borowicz))
3. „Ocean” (S. Piekarek – J. Zaczek)
4. „God” (S. Piekarek – W. Byrski (przekład: F. Borowicz))
5. „Your ghost” (K. Hersh)
6. „Twój cały świat” (P. Łukaszewski, M. Kraszewski – J. Pyzowski)

## Wydania albumu

### Płyta kompaktowa
| Kraj wydania | Wydawca       | Rok wydania | Numer katalogowy  | Opis albumu                                                                                    |
| ------------ | ------------- | ----------- | ----------------- | ---------------------------------------------------------------------------------------------- |
| Polska       | MyMusic Group | 2013        | 50999 9 75811 2 3 | Oryginalne, dwupłytowe, wydanie albumu. Płyta CD ukazała się w sklepach 16 kwietnia 2013 roku. |